# Brent Everett
Dustin Germaine (Saskatchewan, 10 februari 1984), beter bekend onder zijn pseudoniem en artiestennaam Brent Everett, is een Canadese pornoacteur in homoseksuele pornofilms en regisseur van dezelfde soort films. Sinds 2003 speelde hij in meer dan 30 pornografische films voor verschillende Amerikaanse studio's.

## Privé
Op 3 oktober 2008 is hij getrouwd met Steve Pena, die ook pornoacteur is.
Inmiddels zijn ze van elkaar gescheiden.

## Filmografie
- Mitchell Rock Megastud! (2011)
- Some Things Cum Up! (2011)
- Brother Fucker (2011)
- Wantin' More (2011)
- Raising The Bar (2011)
- Take a Load Off (2011)
- Fuck U (2010)
- Sportin' Wood (2010)
- Brent Everett Is Wetter Than Ever (2010)
- Tommy Ritter Superstar (2010)
- Grand Slam: Little Big League 4 (2010)
- Eddie Stone Superstar (2010)
- Tender Teens (2009)
- Jay Fisher Superstar (2009)
- Benjamin Bradley Superstar (2009)
- Gay Pornstars (non-pornografisch)
- Wantin' More (2006)
- Sized Up (2006)
- Rascal Superstar Series 'Brent Everett' (2007)
- Super Soaked (2005)
- Starting Young 2 (2006)
- Wicked (2005)
- Lookin for Trouble (2006)
- Little Big League (2004)
- Little Big League 2: 2nd Inning (2006)
- Vancouver Nights (2006) (non-pornografisch)
- Boyland (2004)
- My Overstuffed Jeans (2004)
- Barebacking Across America (2003)
- Navy Blues (2003)
- Best of Brent Everett
- Cruisemaster's Road Trip 5
- Sex Motel
- Cruising It Studio 2000
- Schoolboy Crush

- Bibliothèque nationale de France: cb17122500k (data)
- International Standard Name Identifier: 0000 0004 6025 8281
- Virtual International Authority File: 1019149416744289730005